# Marco Uchôa
Marco Antonio Uchôa (Crateús, 14 de março de 1969 — São Paulo, 23 de novembro de 2005) foi um jornalista brasileiro.

## Biografia
Nasceu no Ceará e cresceu no estado de São Paulo, estudando na Escola Dom Pedro I e formando-se em Jornalismo nas Faculdades Integradas Alcântara Machado (FIAM).
Seu início de carreira foi na redação do jornal Folha de S.Paulo, também trabalhando no Estado de São Paulo e na Revista Marie Claire.
Na década de 1990, entrou para o quadro de funcionários da Rede Globo de Televisão, trabalhando com jornalismo investigativo e realizando matérias para os programas Fantástico, Globo Repórter,  o telejornal Jornal Nacional e para o canal GloboNews, com trabalhos premiados como o Dossiê Cayman.
Em 1997, publicou o livro Crack, O Caminho das Pedras, ganhando o Prêmio Jabuti como melhor livro-reportagem.

## Morte
Morreu em novembro de 2005 em decorrência de um câncer.